# (2857) NOT
(2857) NOT es un asteroide perteneciente al cinturón de asteroides, descubierto el 17 de febrero de 1942 por Liisi Oterma desde el Observatorio de Iso-Heikkilä, en Turku, Finlandia.

## Designación y nombre
Designado provisionalmente como 1942 DA. Fue nombrado NOT en homenaje al Telescopio Óptico Nórdico (NOT), instalado en las Islas Canarias (España) con financiación de los países del norte de Europa.